# Thalassia Periochi Notiou Evvoikou Kolpou
Thalassia Periochi Notiou Evvoikou Kolpou este o arie protejată (arie de protecție specială avifaunistică — SPA) din Grecia întinsă pe o suprafață de 52.162,35 ha, integral marine.

## Localizare
Centrul sitului Thalassia Periochi Notiou Evvoikou Kolpou este situat la coordonatele 38°06′50″N 24°08′52″E / 38.113798°N 24.14785°E.

## Înființare
Situl Thalassia Periochi Notiou Evvoikou Kolpou a fost declarat arie de protecție specială avifaunistică în baza directivei 79/409 din 1979 referitoare la conservarea păsărilor sălbatice pentru a proteja 1 specie de animale.

## Biodiversitate
Situată în ecoregiunea marină mediteraneană, aria protejată nu include niciun habitat protejat.
La baza desemnării sitului se află o specie protejată de  păsări: Phalacrocorax aristotelis desmarestii.